# 王彥英
王彦英，福建晋江县人。明朝官员。
永樂十六年（1418年），王彦英中式戊戌科三甲进士。授行人司行人，升吏部员外郎。迁山西布政使司参议。卒于官。道光《晋江县志》有传。。